# Ивакша (лесной посёлок)
Ивакша — лесной поселок в Няндомском районе Архангельской области.

## География
Находится в юго-западной части Архангельской области на расстоянии приблизительно 81 км на север-северо-запад по прямой от административного центра района города Няндома у одноименной станции Северной железной дороги.

## История
Поселок возник в 1930 году в связи с размещением ссыльнопоселенцев. Отсюда начинались лесовозные железные дороги широкой и узкой колеи. До 2022 года входил в Шалакушское сельское поселение до его упразднения.

## Население
Численность населения: 737 человек (русские 97 %) в 2002 году, 528 в 2010.